# 열전! 달리는 일요일
《열전! 달리는 일요일》은 1990년 5월 20일부터 1993년 4월 25일까지 일요일 아침 10시부터 방송되었던 한국방송공사의 예능 프로그램이었다.

## 진행 방식
대학교 체육 대회의 성격을 가진 쇼 프로그램으로 대학이나 각종 단체로부터 출연 신청을 받아 출연 인원의 숫자를 조정한 후 출연을 확정한다. ‘돌격대장’이라고 불리는 사회자의 진행아래 여러 개의 관문을 통과하는 방식으로 주로 순발력과 균형감각 등을 요구하는 관문을 위주로 편성되었다.
모든 도전자가 도전해 만약 한명이라도 모든 관문을 통과하면 돌격에 성공하고, 모든 도전자가 실패하면 돌격에 실패한다. 돌격에 성공한 당사자에게는 소정의 상금과 상품이 지급되었다.

## 돌격 대장
이 프로그램의 진행자를 말하며, 게임에 출전한 선수들을 원활하게 이끌었다.
- 1대 : 故손창호 : 1,2회 때 진행[1]
- 2대 : 최선규 : 4회부터 30회까지 진행
- 3대 : 손범수 : 31회부터 112회까지 진행, 《열전! 달리는 일요일》의 돌격대장 중에 최장기 출연하여 《열전! 달리는 일요일》의 아이콘이 되었다.
- 4대 : 故최연택 : 113회부터 122회까지 진행
- 5대 : 김병찬 : 123회부터 151회(마지막회)까지 진행

## 괴물 군단
이 프로그램의 감초 역할을 하였으며, 선수들이 관문을 통과하는 데 방해하는 역할을 하였다. 괴물군단을 맡은 사람들은 당시 모두 현직 개그맨들이었다.
- 해적(정직한) : 1회부터 151회까지 출연하였다.
- 도깨비(이정표) : 1회부터 110회까지 출연하였다.
- 무법자(김영민) : 1회부터 151회까지 출연하였다. 처음에는 해적선원 역할을 맡았다가 나중에 무법자로 역할을 변경하였다.
- 삐에로(육호권) : 초기에 잠깐 출연하였다.
- 인디언 추장(배달부) : 20회즈음부터 출연하였다. 초기에는 삐에로 역할이었다가 나중에 인디언 추장으로 역할을 변경하였다.
- 산적(백일만) : 1회부터 60회까지 출연하였다.
- 저승사자(조치원) : 1회부터 40회까지 출연하였다.
- 강시(박이남) : 60회즈음부터 출연하였다.
- 알라딘(박남춘) : 50회즈음부터 최종회까지 출연하였다.
- 돈까스(마석준) : 120회즈음부터 최종회까지 출연하였다.
- 닌자(이상훈) : 130회즈음부터 최종회까지 출연하였다.

## 촬영 장소
촬영 장소는 용인자연농원(지금의 에버랜드)와 무주 리조트였다. 용인에서는 주로 봄,여름,가을에 진행되었으며, 무주에서는 여름이나 겨울에 많이 이용되었다.

## 비판
- 일본의 방송 관계자는 《열전! 달리는 일요일》이 일본의 민방 프로그램 《풍운의 젠다성》의 표절이라며 로열티를 요구해 왔고 일부 이를 시인하는 일이 있었다.

## 같이 보기
- 출발 드림팀